# Edson Pereira (carnavalesco)
Edson Pereira  (Rio de Janeiro, 14 de outubro de 1977) é um carnavalesco brasileiro.

## Carreira
Filho de uma família pobre, Edson Pereira chegou a morar nas areias da Praia de Copacabana, aonde chegou a exibir sua arte. No início da década de 1990, sua vida mudou com a oportunidade de conhecimento artístico, onde aprendeu com um um cenógrafo da TV Globo, com quem em pouco tempo exerceu a função de assistente na emissora e a conviver com Chico Spinoza, com quem iniciou os seus primeiros passos no mundo do carnaval, ao trabalhar como assistente na União da Ilha.
Depois formou-se em Belas Artes e em pouco tempo começou a trabalhar como desenhista e pintor de arte nas escolas de samba. Em 2005, surgiu a primeira oportunidade como carnavalesco na Unidos de Padre Miguel, escola na qual ficou de 2006 a 2008. mantendo a escola na Sapucaí, com carnavais de ponta. No ano de 2009, em parceria com Severo Luzardo, desenvolveu o carnavais do Arranco e Unidos de Aquarius. Para o carnaval de 2010, surgiu a primeira oportunidade de assumir uma escola de samba do Grupo Especial: a Unidos do Viradouro, dividindo dessa vez a função com Júnior Schall. Ainda com Schall e com Alexandre Louzada, desenvolveu o carnaval da União de Jacarepaguá.
No carnaval de 2011, Edson Pereira permaneceu na agremiação, novamente com Alexandre Louzada e no ano seguinte, após o indicação de Paulo Barros, acertou com a Renascer de Jacarepaguá onde novamente ascendeu ao Grupo Especial, ao conquistar o campeonato de 2012 do Grupo de acesso. Mais amadurecido, retornou a Unidos de Padre Miguel, ganhando o reconhecimento do público e da crítica de forma definitiva. Assim, a Mocidade contrata o carnavalesco para novamente dividir com Alexandre Louzada, o comando do carnaval da estrela-guia. Ainda que de volta ao Grupo Especial, Edson permaneceu desenvolvendo o carnaval da Unidos de Padre Miguel, garantindo o 4º lugar da Série A do Carnaval do Rio de Janeiro, após um incidente com a 1ª porta-bandeira da escola de Padre Miguel e campeão com a Mocidade no Grupo Especial, mesmo saindo da escola antes mesmo do desfile da agremiação. No Carnaval de 2018, Edson Pereira assinou o desfile da Unidos do Viradouro, sagrando-se campeão da Série A e levando a escola de Niterói novamente para o Grupo Especial.
Em 2019 foi carnavalesco da Unidos de Vila Isabel, em que fez uma bela homenagem a cidade de Petrópolis, renovando com a escola de Noel no ano seguinte, sendo que esse ano estreia no Carnaval paulistano, pela Mocidade Alegre. Seguiu na Vila Isabel em 2020 e fez um belíssimo trabalho na Mocidade Alegre, em São Paulo. Com um enredo contando a história das Yabás, apresentou uma estética fantástica, mas na apuração perdeu décimos em dois dos seus quesitos criativos (Fantasias e Alegorias), e a morada do samba terminou em 3º lugar. 
Em 2022, desenvolveu na Unidos de Vila Isabel o enredo "Canta, canta, minha gente! A Vila é de Martinho", homenageando o maior nome da escola . Já na Mocidade Alegre, contou a história de Clementina de Jesus. Em ambas as escolas, novamente teve sua criação bem avaliada por público e crítica, colocando as duas agremiações como favoritas ao título. No Rio de Janeiro, a Vila perdeu décimos nos quesitos tidos como do carnavalesco (Enredo, Fantasias e Alegorias), e terminou em 4º lugar. Em São Paulo, a Mocidade Alegre perdeu apenas um décimo e terminou empatada com a campeã Mancha Verde, mas acabou com o vice-campeonato no quesito desempate. Alguns dias depois do Carnaval, a Unidos de Vila Isabel anunciou a saída do carnavalesco, trazendo para desenvolver o Carnaval de 2023 o consagrado e multicampeão Paulo Barros . 
Edson Pereira assinou com o Salgueiro para 2023  e se desligou da Mocidade Alegre poucos dias depois. Além da Salgueiro, o carnavalesco acertou sua permanência na também carioca Unidos de Padre Miguel, após os desfiles de 2022. É a primeira vez em três anos que Edson assina somente para o carnaval do Rio de Janeiro. Na agremiação salgueirense, Edson desenvolveu o enredo "Delírios de Um Paraíso Vermelho", já na escola de Padre Miguel trabalho com o tema "Baião de Mouros". Na Série Ouro, obteve o segundo lugar, mesmo com especialistas citando a apresentação como a melhor do grupo de acesso e digna de uma passagem ao tão desejado Especial. No Salgueiro, apesar da plástica impecável, com carros gigantescos e bem-acabados, ficou num indesejável 7º lugar, sendo este o pior resultado da agremiação desde 2007. Pela primeira vez em 14 anos a escola ficaria de fora do Desfile das Campeãs. 
Para 2024, renovou com o Salgueiro e vai desenvolver o enredo Hutukara, sobre os povos originários por meio da mitologia Yanomami. 

## Carnavais
Abaixo, a lista de desfiles assinados por Edson Pereira.
| Ano  | Escola                    | Colocação              | Divisão     | Enredo | Ref.          |
| ---- | ------------------------- | ---------------------- | ----------- | --- | ------------- |
| 2006 | Unidos de Padre Miguel    | Campeã                 | Grupo C     | Da lágrimas do tupã, nasce o fruto divino: o guaraná                                                       | [ 17 ]        |
| 2007 | Unidos de Padre Miguel    | 6.º lugar              | Grupo B     | Unidos pelos caminhos da fé, desbravando os carnavais                                                      | [ 18 ]        |
| 2008 | Unidos de Padre Miguel    | 3.º lugar              | Grupo B     | No Reino das Águas de Olokun                                                                               | [ 19 ]        |
| 2009 | Unidos de Aquarius        | 4.º lugar              | Grupo A     | Dançando Folias                                                                                            |               |
| 2009 | Arranco                   | 4.º lugar              | RJ-1        | O Arranco é todo amor...                                                                                   | [ 20 ]        |
| 2010 | Viradouro                 | 12.º lugar (Rebaixada) | Especial    | México, o Paraíso das Cores, Sob o Signo do Sol                                                            | [ 21 ]        |
| 2010 | União de Jacarepaguá      | 5.º lugar              | RJ-1        | Da Morada da Esperança ao Grande Palco do Sambista, Somos Todos Iguais Nesta Noite, Somos Todos Artistas   | [ 22 ]        |
| 2011 | Renascer                  | Campeã                 | Grupo A     | Águas de Março                                                                                             | [ 23 ]        |
| 2011 | União de Jacarepaguá      | 6.º lugar              | Grupo B     | Feijoada – mistura e tempero, da cor do samba, sabor brasileiro                                            | [ 24 ]        |
| 2012 | Renascer                  | 13.º lugar (Rebaixada) | Especial RJ | Romero Britto: O Artista da Alegria, Dá o Tom na Folia                                                     | [ 23 ]        |
| 2013 | Unidos de Padre Miguel    | 7.º lugar              | Série A     | O Reencontro entre o céu e a terra no Reino de Alá Àfin Oyó                                                | [ 25 ]        |
| 2014 | Unidos de Padre Miguel    | 3.º lugar              | Série A     | Decifra-me ou te devoro: Enigmas - chaves da vida                                                          | [ 26 ]        |
| 2015 | Unidos de Padre Miguel    | Vice-campeã            | Série A     | O Cavaleiro Armorial Mandacariza o Carnaval                                                                | [ 27 ]        |
| 2016 | Mocidade Independente     | 10.º lugar             | Especial RJ | O Brasil de La Mancha - Sou Miguel, Padre Miguel. Sou Cervantes, Sou Quixote Cavaleiro, Pixote Brasileiro. | [ 28 ]        |
| 2016 | Unidos de Padre Miguel    | Vice-campeã            | Série A     | O quinto dos infernos                                                                                      | [ 29 ]        |
| 2017 | Unidos de Padre Miguel    | 4.º lugar              | Série A     | Ossaim - O Poder da Cura                                                                                   | [ 30 ]        |
| 2018 | Viradouro                 | Campeã                 | Série A     | Vira a Cabeça Pira o Coração - Loucos Gênios da Criação                                                    |               |
| 2019 | Vila Isabel               | 3.º lugar              | Especial RJ | Em nome do pai, do filho e dos santos, a Vila canta a cidade de Pedro                                      |               |
| 2020 | Vila Isabel               | 8.º lugar              | Especial RJ | Gigante Pela Própria Natureza - Jaçanã e um Índio Chamado Brasil                                           |               |
| 2020 | Mocidade Alegre           | 3.º lugar              | Especial SP | Do canto das Yabás renasce uma nova Morada                                                                 |               |
| 2022 | Vila Isabel               | 4.º lugar              | Especial RJ | Canta, Canta, minha gente! A Vila é de Martinho!                                                           |               |
| 2022 | Mocidade Alegre           | Vice-campeã            | Especial SP | Clementina, cadê você?                                                                                     |               |
| 2022 | Unidos de Padre Miguel    | 5.º lugar              | Série Ouro  | Iroko - É tempo de Xirê                                                                                    |               |
| 2023 | Salgueiro                 | 7.º lugar              | Especial RJ | Delírios de Um Paraíso Vermelho                                                                            |               |
| 2023 | Unidos de Padre Miguel    | Vice-campeã            | Série Ouro  | Baião de Mouros                                                                                            |               |
| 2024 | Unidos de Padre Miguel    | Campeã                 | Série Ouro  | O Redentor do Sertão                                                                                       |               |
| 2024 | Salgueiro                 | 4.º lugar              | Especial RJ | Hutukara                                                                                                   |               |
| 2025 | Unidos da Tijuca          | 9.º lugar              | Especial RJ | Logun-Edé - Santo Menino que Velho Respeita                                                                | [ 31 ]        |
| 2025 | Império do Povo           | 5.º lugar              | Especial AP | Kusiwa - O Caminho Desenhado Sobre a Pele                                                                  | [ 32 ]        |
| 2026 | Inocentes de Belford Roxo |                        | Série Ouro  | O Sonho de um tal Pagode Russo nos Frevos do Meu Pernambuco                                                | [ 33 ] [ 34 ] |
| 2026 | Unidos da Tijuca          |                        | Especial RJ | Carolina Maria de Jesus                                                                                    | [ 35 ] [ 36 ] |

## Títulos e estatísticas
| Grupo           | Grupo           | Campeonato | Ano                                           | Vice | Ano                                | Terceiro lugar | Ano                |
| --------------- | --------------- | ---------- | --------------------------------------------- | ---- | ---------------------------------- | -------------- | ------------------ |
| Especial        | RJ              | 0          | -                                             | 0    | -                                  | 1              | 2019 (Vila Isabel) |
| Especial        | SP              | 0          | -                                             | 1    | 2022 (Mocidade)                    | 1              | 2020 (Mocidade)    |
| Segunda divisão | Segunda divisão | 3          | 2011 (Renascer), 2018 (Viradouro), 2024 (UPM) | 3    | 2015 (UPM), 2016 (UPM), 2023 (UPM) | 1              | 2014 (UPM)         |
| Quarta divisão  | Quarta divisão  | 1          | 2006 (UPM)                                    | 0    | -                                  | 0              | -                  |

## Premiações
- Estrela do Carnaval

1. 2014 - Melhor conjunto de fantasias e alegorias (Unidos de Padre Miguel) [37]
2. 2016 - Melhor conjunto de fantasias e alegorias (Unidos de Padre Miguel) [38]
3. 2017 - Melhor conjunto de fantasias e alegorias (Unidos de Padre Miguel) [39]
4. 2019 - Melhor conjunto de fantasias (Vila Isabel) [40]
5. 2022 - Melhor conjunto de alegorias (Unidos de Padre Miguel) [41]
6. 2022 - Melhor conjunto de fantasias (Unidos de Padre Miguel) [41]
7. 2024 - Melhor conjunto de alegorias (Unidos de Padre Miguel) [42]
8. 2024 - Melhor conjunto de fantasias (Unidos de Padre Miguel) [42]

- Gato de Prata

1. 2019 - Melhor carnavalesco (Vila Isabel) [43]
2. 2019 - Melhor conjunto de alegorias (Vila Isabel) [43]

- Melhores do Carnaval

1. 2019 - Melhor conjunto de alegorias (Vila Isabel) [44]
2. 2019 - Melhor conjunto de fantasias (Vila Isabel) [44]

- OSK do Samba

1. 2016 - Melhor enredo (UPM - "O Quinto dos Infernos") [45]

- Plumas & Paetês Cultural

1. 2008 - Melhor carnavalesco (Unidos de Padre Miguel) [46]
2. 2014 - Melhor desenhista (Unidos de Padre Miguel) [47]
3. 2015 - Melhor carnavalesco (Unidos de Padre Miguel) [48]
4. 2017 - Melhor carnavalesco (Unidos de Padre Miguel) [49]
5. 2018 - Melhor carnavalesco (Viradouro) [50]
6. 2019 - Melhor carnavalesco (Vila Isabel) [51]
7. 2023 - Melhor carnavalesco (Unidos de Padre Miguel) [52]
8. 2024 - Melhor carnavalesco (Unidos de Padre Miguel) [53]

- Prêmio 100% Carnaval

1. 2019 - Melhor conjunto de alegorias (Vila Isabel) [54]
2. 2024 - Melhor carnavalesco (Unidos de Padre Miguel) [55]
3. 2024 - Melhor conjunto de fantasias (Unidos de Padre Miguel) [55]

- Prêmio SRzd

1. 2015 - Melhor carnavalesco (Unidos de Padre Miguel) [56]
2. 2018 - Melhor carnavalesco (Viradouro) [57]
3. 2019 - Melhor carnavalesco (Vila Isabel) [58]
4. 2020 - Melhor enredo (Mocidade Alegre - "Do Canto das Yabás Renasce Uma Nova Morada")[59]

- Prêmio Ziriguidum

1. 2014 - Melhor conjunto de alegorias (Unidos de Padre Miguel) [60]
2. 2014 - Melhor conjunto de fantasias (Unidos de Padre Miguel) [61]

- S@mba-Net

1. 2008 - Melhor alegoria (UPM - "Reino de Ifé") [62]
2. 2008 - Melhor conjunto de alegorias (Unidos de Padre Miguel) [63]
3. 2008 - Melhor conjunto de fantasias (Unidos de Padre Miguel) [62]
4. 2013 - Melhor conjunto de alegorias (Unidos de Padre Miguel) [64]
5. 2014 - Melhor conjunto de alegorias (Unidos de Padre Miguel) [65]
6. 2015 - Melhor conjunto de alegorias (Unidos de Padre Miguel) [66]
7. 2017 - Melhor conjunto de alegorias (Unidos de Padre Miguel) [67]
8. 2018 - Melhor conjunto de fantasias (Viradouro) [68]
9. 2022 - Melhor conjunto de fantasias (Unidos de Padre Miguel) [69]
10. 2023 - Melhor enredo (UPM - "Baião de Mouros") [70]

- Troféu Andarilho do Samba

1. 2008 - Melhor enredo (UPM - "No Reino das Águas de Olokun") [71]

- Troféu Apoteose

1. 2014 - Melhor conjunto plástico (Unidos de Padre Miguel) [72]

- Troféu Explosão in Samba

1. 2022 - Melhor conjunto de alegorias (Unidos de Padre Miguel) [73]
2. 2024 - Melhor conjunto de alegorias (Unidos de Padre Miguel) [74]

- Troféu Jorge Lafond

1. 2014 - Melhor carnavalesco (Unidos de Padre Miguel) [75]
2. 2014 - Melhor enredo (UPM - "Decifra-me ou Te Devoro: Enigmas - Chaves da Vida") [76]
3. 2015 - Melhor carnavalesco (Unidos de Padre Miguel) [77][78]
4. 2016 - Melhor carnavalesco (Unidos de Padre Miguel) [79][80]

- Troféu Sambario

1. 2019 - Melhor carnavalesco (Vila Isabel) [81]
2. 2019 - Melhor conjunto de alegorias (Vila Isabel) [81]

- Troféu Tupi Carnaval Total

1. 2022 - Melhor conjunto de fantasias (Unidos de Padre Miguel) [82]

- Troféu Vai Dar Samba

1. 2018 - Revelação (como carnavalesco da Viradouro) [83]